# Pilea haenkei
Pilea haenkei är en nässelväxtart som beskrevs av Ellsworth Paine Killip. Pilea haenkei ingår i släktet pileor, och familjen nässelväxter. Inga underarter finns listade i Catalogue of Life.